# Walter Knutti
Walter Knutti (* 27. Januar 1948 in Basel) ist ein Schweizer Berufsoffizier (Korpskommandant). Er war von Januar 2006 bis Juni 2008 der Kommandant der Schweizer Luftwaffe. 

## Leben
Knutti ist gelernter Flugzeugmechaniker, nach dem Studium der Rechtswissenschaften an der Universität Basel eröffnete er mit seiner Frau 1976 ein Detailhandelsgeschäft. 1982 begann er bei der Leichten Fliegerabwehr seine Instruktorenlaufbahn. Von 1990 bis 1991 besuchte er das Graduate Air Command and Staff College (ACSC) der US Air Force University auf der Maxwell-Gunter Air Force Base in Montgomery, Alabama. 
Ab 1993 war er Kommandant der Fliegerabwehrschulen in Payerne und ab 1994 Kommandant eines Fliegerabwehrregiments.
1997 wurde er zum Chef des Stabs der Untergruppe Operationen der Luftwaffe, 1999 Kommandant der Task Force ALBA in Albanien. Zwischen 2000 und 2003 war er Kommandant der Flugplatzbrigade der Schweizer Luftwaffe, zwischen 2004 und 2005 Chef des Luftwaffenstabs.
Knutti war zum 1. Januar 2006 im Rahmen der Einführung neuer Organisationsstrukturen in der Schweizer Armee (Armee XXI) unter Beförderung zum Korpskommandanten als Nachfolger von Hans-Rudolf Fehrlin ernannt worden.
Nachdem bei einem Schlauchbootunfall auf der Kander am 12. Juni 2008 mehrere Soldaten ums Leben gekommen waren, traten bei nachfolgenden Abklärungen «nicht vorschriftskonforme Abläufe in der Kaderselektion bei der Luftwaffe» in mehreren Fällen zu Tage. So wurden von Knutti Offiziere für Generalstabslehrgänge vorgeschlagen, ohne die nötigen Abklärungen vorgenommen zu haben, darunter auch der Kompaniekommandant, der die tödliche Übung auf der Kander befahl. Obwohl dieses Versäumnis nicht direkt zu dem Unglück führte, ersuchte Knutti – nach vorhergehender Aufforderung durch Armeechef Roland Nef – am 20. Juni 2008 den Bundesrat um Entbindung von seinem Amt mit sofortiger Wirkung. 
Zu seinem interimistischen Nachfolger wurde Divisionär Markus Gygax bestimmt.